# Frodoberto
São Frodeberto foi um abade, treinado por São Valdeberto. Ele fundou o monastério de Moutier la Celle em Saint-André-les-Vergers. Ele é festejado em 8 de janeiro. Morreu em 31 de janeiro 673.